# 西特羅納 (加利福尼亞州)
西特羅納（英語：Citrona）是位於美國加利福尼亞州優洛縣的一個非建制地區。該地的面積和人口皆未知。

## 地理
西特羅納的座標為38°38′01″N 121°58′17″W / 38.63361°N 121.97139°W，而該地的平均海拔高度為50米（即164英尺）。